# Osmákovití
Osmákovití (Octodontidae) je čeleď drobných hlodavců známých jako osmáci.
Různé druhy osmáků jsou rozšířeny zejména v Argentině, Peru a Chile. Jde o druhy s dlouhými smyslovými chlupy, blanitýma ušima a delším ocáskem zakončeným štětkou. Žijí v nížinách, v horských oblastech a nevyhýbají se ani osídleným místům. V přírodě si vyhrabávají mělké nory nebo využívají přírodní úkryty (skalky, kořeny...). Aktivní jsou převážně ve dne.

## Chov
V zajetí se z této čeledi chovají pouze 2 druhy - nejznámější zástupce osmák degu a kururo.